# 김용현 (배드민턴인)
김용현(金鎔玄, 1978년 5월 13일~)은 대한민국의 배드민턴 선수 출신 배드민턴 지도자이다. 2019년부터 배드민턴 국가대표팀 코치를 맡았으며, 2024년에 전주시청 배드민턴단 초대 감독으로 임명되었다.